# 241
| 241                |
| ------------------ |
| Dødsfald - Fødsler |
|                    |

| Gregoriansk kalender | 241 CCXLI               |
| Ab urbe condita      | 994                     |
| Armensk kalender     | I/T                     |
| Kinesiske kalender   | 2937 – 2938 庚申 – 辛酉 |
| Etiopisk kalender    | 233 – 234               |
| Jødisk kalender      | 4001 – 4002             |
| Hindukalendere       |                         |
| - Vikram Samvat      | 296 – 297               |
| - Shaka Samvat       | 163 – 164               |
| - Kali Yuga          | 3342 – 3343             |
| Iransk kalender      | 381 BP – 380 BP         |
| Islamisk kalender    | 393 BH – 392 BH         |

Se også 241 (tal)